# Babe Ruth (hudební skupina)
Babe Ruth je anglická progresivně rocková hudební skupina pojmenovaná po americkém baseballovém hráči Babe Ruthovi. Skupina byla založená v Hatfieldu v roce 1971, pět let po svém založení, v roce 1976, se rozpadla. V roce 2005 byla činnost skupiny obnovena a existuje dodnes. Krátce ve skupině hrál i Bernie Marsden, který se později proslavil jako člen skupiny UFO.

## Členové

### Klasická sestava
- Jenny (Janita) Haan: zpěv v letech 1971–1975 (* Janita Haan, 9. května 1953, Edgware, Middlesex)
- Dave Hewitt: baskytara, zpěv v letech 1971–1975 (* David Hewitt, 4. května 1950, Dewsbury, West Yorkshire)
- Dick Powell: bicí, perkuse v letech 1971–1973
- Dave Punshon: elektrické piáno, piáno v letech 1971–1975
- Alan Shacklock: kytara, zpěv, varhany, perkuse v letech 1971–1975 (* 20. června 1950, Londýn)

### Další členové
- Jeff Allen: bicí v roce 1971 (* Jeffrey Allen, 23. dubna 1946, Matlock, Derbyshire).
- Ed Spevock: bicí v letech 1973-1976 (* Edmund Spevock, 14. prosince 1946, Londýn)
- Chris Holmes: klávesy v roce 1973 (* Christopher Noel Holmes, 12. září 1945, Cleethorpes, Lincolnshire)
- Steve Gurl: klávesy v letech 1975–1976
- Bernie Marsden: kytara v letech 1975–1976 (* Bernard John Marsden, 7. května 1951, Buckingham, Buckinghamshire)
- Ellie Hope: zpěv v roce 1976
- Ray Knott: baskytara v roce 1976
- Simon Lambeth: kytara, doprovodný zpěv v roce 1976

## Diskografie

### Alba
- 1973: First Base
- 1973: Amar Caballero
- 1975: Babe Ruth
- 1975: Stealin' Home
- 1976: Kid's Stuff
- 2007: Qué Pasa